# Абсорбционные ткани

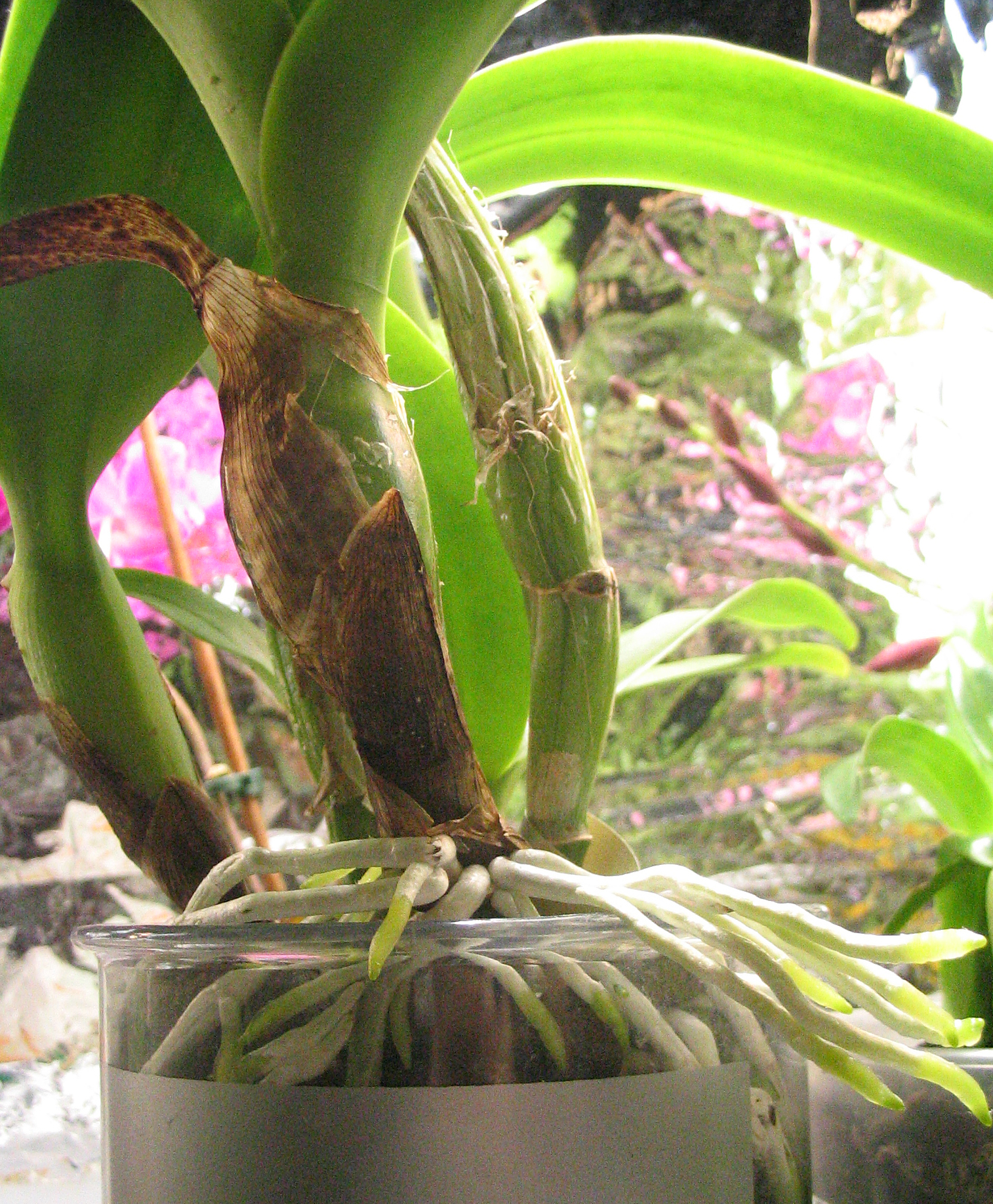
Воздушные корни орхидеи Каттлея|каттлеи (Cattleya), покрытые веламеном

Абсорбцио́нные тка́ни — ткани растений, поглощающие жидкие или газообразные вещества из внешней среды.
У водорослей и водных высших растений в процессе поглощения участвует вся поверхность тела.
К абсорбционным тканям относятся:
- ризодерма, или эпиблема — первичная покровная ткань корня, формирующая корневые волоски;
- веламен — особая ткань, развивающаяся вместо ризодермы на корнях эпифитных орхидных и ароидных, снизу подстилается экзодермой[3][1];
- специализированные клетки и группы клеток (их разнообразие обсуждается ниже).

Роль поглощения веществ у лишайников, мхов, водорослей (а также некоторых грибов) выполняют специальные выросты таллома — ризоиды.

## Абсорбирующие волоски
У некоторых растений, обитающих в регионах с жарким и сухим климатом, эпидерма образует специальные волоски, абсорбирующие атмосферную влагу. В большом количестве они появляются у пустынных растений Африки в период с ноября по апрель, у средиземноморских растений, растущих в солнечных и сухих местах.
Строение абсорбирующих воду волосков различно. У некоторых растений, например, у рохеи (Rochea), они одноклеточные, у других растений они могут быть многоклеточными. В одних случаях они состоят из активно поглощающих воду живых клеток, в других они сложены мёртвыми клетками с тонкими водонепроницаемыми оболочками.

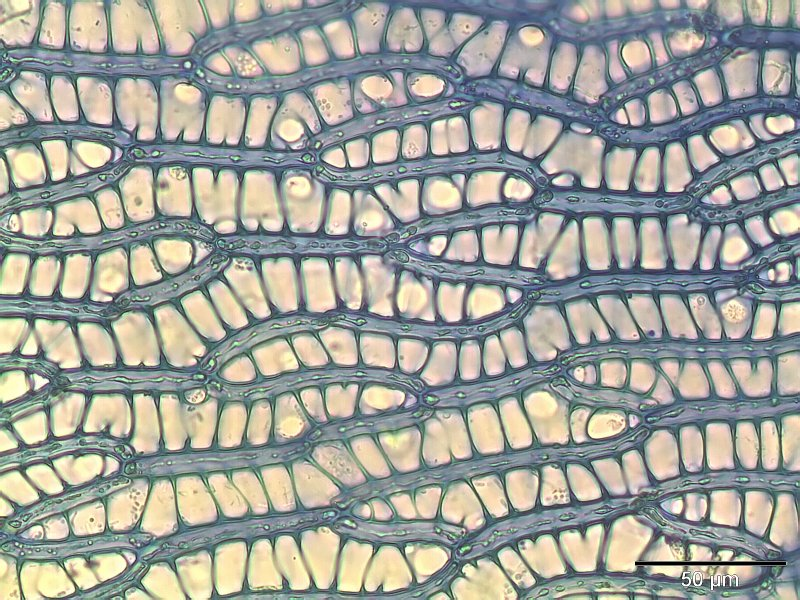
Клетки листа Сфагнум узколистный|сфагнума узколистного (Sphagnum angustifolium). Между трубчатыми зелёными хлорофиллоносными клетками располагаются водозапасающие гиалиновые клетки

Весьма сложное строение имеют абсорбирующие волоски у тропических растений; например, у фрезии (Freesia) волосок, состоящий из ножки и расположенных над ней водозапасающих клеток, располагается в воронкообразном углублении эпидермы и прикрыт сверху защитным «щитом». В зависимости от уровня насыщения водой нижележащих водозапасающих клеток «щит» может подниматься и опускаться.

## Гиалиновые клетки
Гиалиновые клетки имеются у сфагновых мхов. В стеблях они образуют многослойный покров (гиалодерму), в листовых пластинках они располагаются в ячеях между трубчатыми хлорофиллоносными клетками. Это крупные мёртвые клетки со спиральными утолщениями внутренней части оболочек и сквозными отверстиями, через которые в них поступает вода. По строению и типу функционирования гиалиновые клетки очень похожи на клетки веламена, однако они не подстилаются экзодермой. Именно наличием гиалиновых клеток обусловлена большая влагоёмкость сфагновых.

## Другие абсорбционные клетки
У растений также существуют ткани и отдельные клетки, абсорбирующие органические вещества. У мхов они локализованы в области контакта гаметофита с ножкой спорофита, в семенах — между зародышем и запасающей тканью, у растений-паразитов эту роль выполняет наружный слой клеток гаустория.
В нижней эпидерме листьев некоторых подводных растений (рдеста (Potamogeton), элодеи (Elodea)) имеются специализированные паренхимные клетки, участвующие в поглощении солей. Такие клетки называются передаточными.